# Maurice Moucheraud
Maurice Paul Moucheraud (nascido em 28 de julho de 1933) foi um ex-ciclista de estrada francês que representou França nos Jogos Olímpicos de Verão de 1956 em Melbourne, onde conquistou a medalha de ouro no contrarrelógio por equipes, ao lado de Arnaud Geyre e Michel Vermeulin. Moucheraud tornou-se profissional em 1957 e competiu até 1962.